# Eva Strittmatter

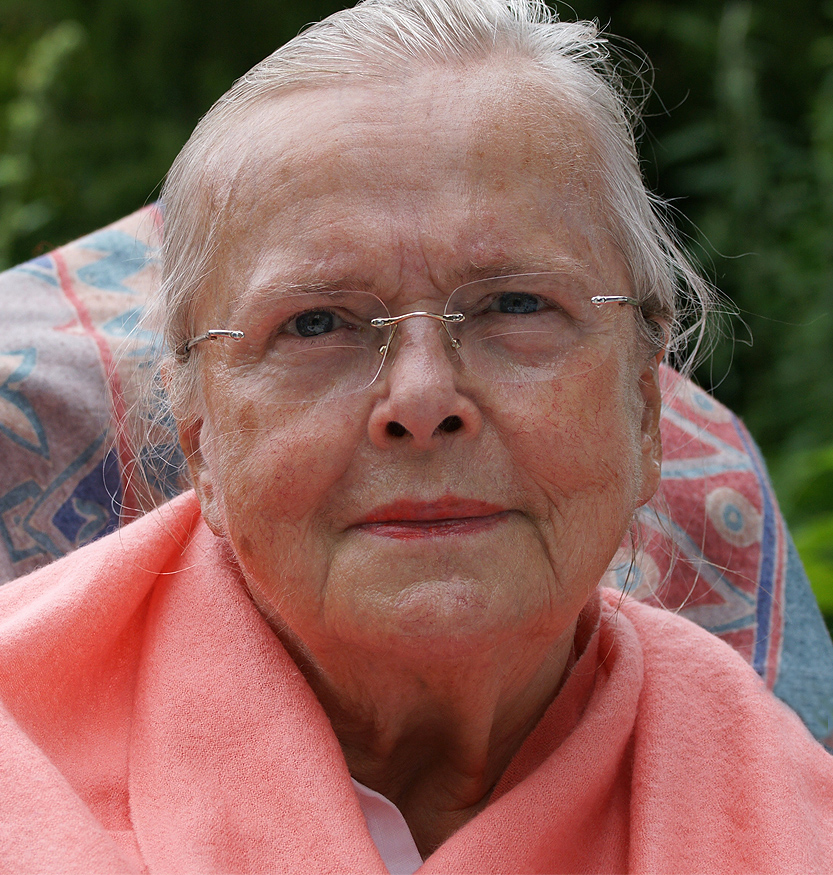
Eva Strittmatter 2009

Eva Strittmatter (8 de fevereiro de 1930 - 3 de janeiro de 2011) foi uma escritora de poesia, prosa e de literatura infantil alemã.